# شارع بسمان
يتميّز شارع بسمان الذي يقع في وسط البلد بمدينة عمّان بأنه شارع هادئ وعريق بمحلاته وأماكنه القديمة. ويقع شارع بسمان بموازاة شارع الملك فيصل بارتفاع أعلى منه بقليل.  
لا يتجاوز طول شارع بسمان حوالي نصف كيلو متر، أما عرضه فلا يتسع المرور فيه سوى لسيارة واحدة وبإتجاه واحد نحو المسجد الحسيني.
كما يتميز شارع بسمان بنظافة واجهات مبانيه الحجرية الشرقية، وهدوء الأجواء فيه، وزينة الأضواء الذي يزدان بها في فترات المساء، مما يجعل له قيمة سياحية هامة تجعله مشابهاً لقيمة السير في أحد شوارع العواصم الأوروبية. ولذلك يقترح أصحاب المحلات في هذا الشارع بمنع وقوف السيارات في هذا الشارع الضيق أصلاً لجعله شارعاً سياحياً مخصصاً للمشي على الأقدام فقط.

## دور السينما
كان شارع بسمان مشهوراً بالعديد من النشاطات الفنية السينمائية التي كانت تقام فيه، حيث كان شارع يحتضن قديماً دار سينما رغدان ودار سينما بسمان الفخمتين.
كان دار سينما بسمان من أشهر دور السينما في عمّان، وكان المساهم الأهم والأكبر في تعريف الجمهور الأردني بفنون المسرح؛ ومن أهم المسرحيات التي أقيمت على مسرح دار سينما بسمان: مسرحية لعميد المسرح العربي الفنان يوسف وهبي.
وقد تم إغلاق دار سينما بسمان مؤخراً في شهر سنة.
وكان بجانب دار سينما بسمان صالة ألعاب؛ وكانت من ضمن مقتنيات هذه الصالة آلة لسماع آخر الأغنيات التي صدرت مؤخراً، والتي تعمل بوضع قطعة نقدية داخلها. وقيل أن منتصف شارع بسمان كان يصدح بأغنيات المطرب الحديث العهد آنذاك: فهد بلان وذلك في أواخر الستينات من القرن العشرين؛ كأغنية- (لا ركب حداك يا الماتور)، وأغنية- (اركبنا على الحصان)، وأغنية- (اشرح لها)، وغيرها من الأغاني التي صدرت للمطرب في ذلك العهد.
أما دار سينما رغدان فقد اشتهر بعروض الافلام الهندية الغنائية والتي كان الإقبال عليها من قبل الشباب والعائلات في فترات المساء منقطع النظير. وقد وصل الأمر في ذلك الوقت إلى حد إغلاق شارع بسمان بسبب ازدحام رواد سينما رغدان.
كما يذكر أحد أصحاب محال الأحذية في وسط البلد، أن العديد من مشاهير عمّان وعائلاتهم يواظبون على حضور حفلات تلك السينما؛ ومنهم: وصفي التل رئيس الوزراء الأردني آنذاك والذي كان يقف بالدور على شباك التذاكر. كما كانت التذاكر في بعض الأحيان تباع في السوق السوداء بسبب الإقبال الشديد على حضور الحفلات السينمائية.

## المحلات التجارية
من أشهر المحلات القديمة الموجودة في شارع بسمان: محلات غريب البكري، والذي كان من أشهر لاعبي الملاكمة ومن مؤسسي رياضة الملاكمة في الأردن. وتتخصص محلات غريب البكري في بيع الأدوات الرياضية المتنوعة.
كما تتواجد في شارع بسمان القديم أرقى محلات بيع الأحذية الفخمة، ومحلات بيع خيوط أصواف الجرازي الشتوية، ومحلات بيع الكلف والشبر والأزرار والخيوط، ومحلات صنع وبيع الرقع والشارات المطرزة، ومحلات تحميص المكسرات، ومحلات صنع الجاتوهات الأجنبية.
أما المحلات الحديثة، فتتواجد في شارع بسمان الكثير من محلات بيع قطع الإلكترونيات النادرة لأجهزة الاتصال، مثل: الهاتف والساتلايت والتلفاز والمذياع وغيرها من الأجهزة الكهربائية.
كما ظهرت في هذا الشارع مؤخراً الكثير من محلات البيع المتخصصة ببيع الملابس النسائية الشرقية المطرزة بخيوط الحرير الملونة.

## أدراج شارع بسمان
تنبع أهمية وجمال شارع بسمان السياحي من كثرة وجود الأدراج الكبيرة والصغيرة التي تؤدي إلى شارع بسمان من شارع الملك فيصل وجبل عمان.
وأول درج يصادف المارّ من جهة المسجد الحسيني وعلى بعد 100 متر تقريباً، هو الدرج المؤدي إلى محلات المصري ومطعم دار السلام الشهير. وعلى الجهة المقابلة للرصيف على بعد مسافة قصيرة جداً يوجد درج طويل يصعد فيه المارّ إلى شارع المحكمة الشرعية في جبل عمان. وعلى زاوية هذا الدرج الطويل، يقبع أحد أول الفنادق الفخمة في عمّان قديماً: فندق كونتيننتال المهجور حالياً.
وبعد السير عدة أمتار أخرى في شارع بسمان، يصادف المارّ درج قديم جداً. ويتميّز هذا الدرج القديم بدرجاته الحجرية المنقوشة بشكل بارز؛ كما يؤدي هذا الدرج إلى سوق منكو العريق بشهرته والخاص ببيع ملابس وأقمشة العرائس (جمع عروس).
وبعد متابعة السير قليلاً، يشاهد المارّ درجاً ضيقاً ولكنه قديمٌ جداً، يحتوي على العديد من المحلات القديمة الخاصة ببيع اللحوم والخبز، ومحلات بيع السمك الطازج والنادر، وبقالات الألبان والأجبان. كما يوجد هناك المطعم الشهير فؤاد الخاص ببيع الفلافل والسندويشات، وبعض محلات الحلاقة الرجالية، ومقهى صغير خاص بالعمال وعمال المياومة البسطاء حيث يقع في مستوى الطابق تحت الأرضي تقريباً.